# Bonanza (televisieserie)

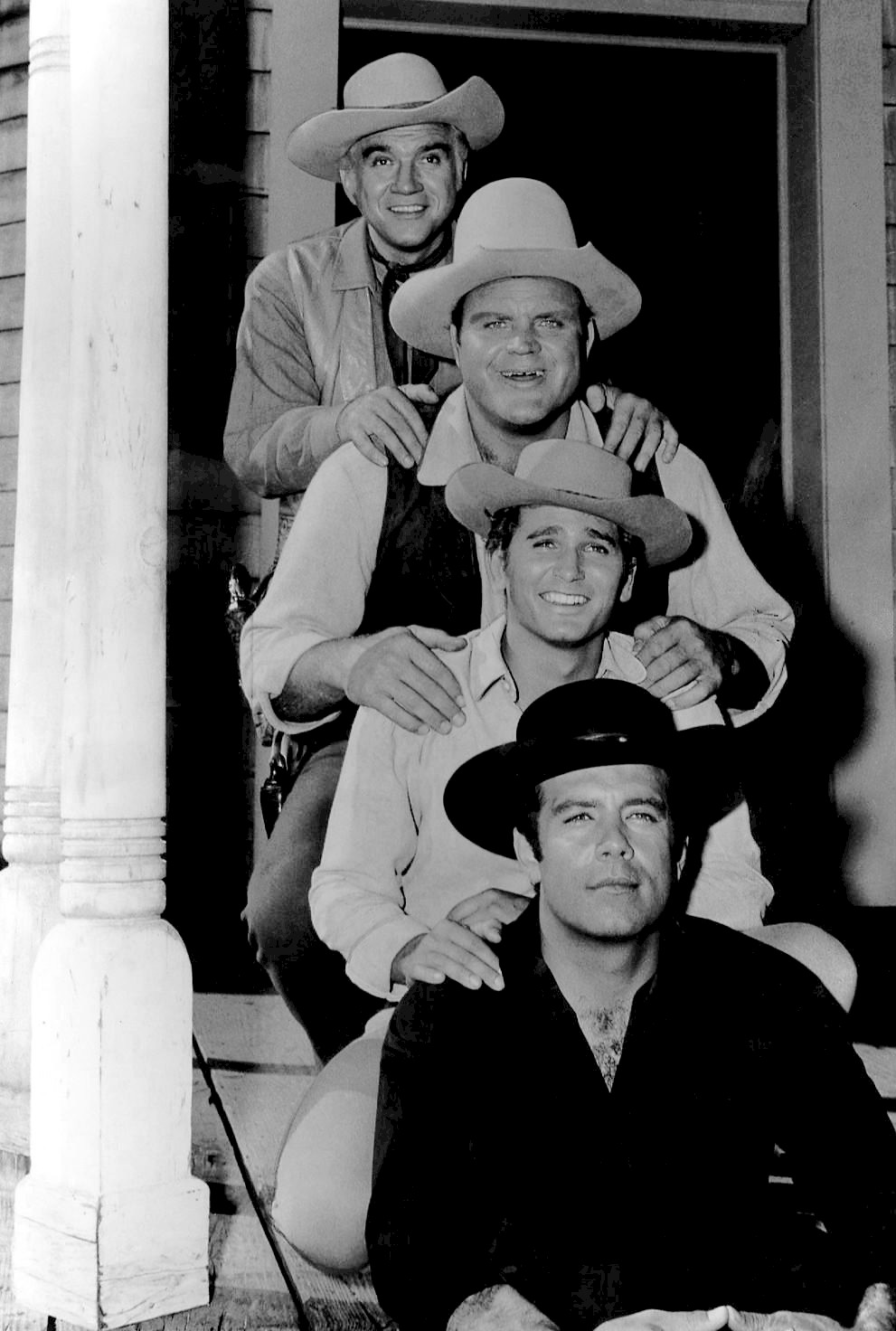
Cast van Bonanza in 1962

Bonanza was een Amerikaanse westernserie die in de jaren 60 en 70 furore maakte op de televisie. De serie werd in Amerika uitgezonden van 12 september 1959 tot en met 16 januari 1973; veertien seizoenen ofwel 430 afleveringen. Het behoorde in Amerika na Gunsmoke tot de best bekeken series. Ook in België en Nederland was de serie zeer populair en werd uitgezonden door de BRT en KRO: de reeks werd in 1964, 1965 en 1966 drie jaar op rij bekroond met Humo's Prijs van de Kijker.
De verhalen spelen zich af in het Amerika van rond 1860 en draaiden om de familie Cartwright, bestaande uit een vader en drie zoons (ieder van een andere moeder; pa Cartwright had de tegenslag zijn vrouwen snel te verliezen). Gezamenlijk runden de mannen de Ponderosa ranch. 
Ben ('pa') Cartwright, gespeeld door de Canadese acteur Lorne Greene, stond aan het hoofd van het gezin. Zijn zoons waren Adam (Pernell Roberts), Eric, beter bekend als Hoss (Dan Blocker) en Little Joe (Michael Landon). Nog een belangrijk figuur was de Chinese kok Hop Sing (Victor Sen Yung).
In 1965 verliet Pernell Roberts de serie, waarna het programma wat in populariteit afnam. Herstel in kijkcijfers kwam nadat David Canary de cast kwam versterken in de rol van voorman Candy Canaday. Hij werd geïntroduceerd in 1967 in aflevering 271 (Sense of Duty). Nadat Dan Blocker in 1972 plotseling overleed, was het snel gedaan met Bonanza. Het programma verdween geruisloos. 
Enkele tientallen afleveringen bevinden zich in het publiek domein. Het tv-kanaal ONS begon in november 2017 met het uitzenden van deze ongeveer dertig afleveringen. De originele begintune ontbrak. 